# Mestna avtobusna linija št. 23 (Ljubljana)
Mestna avtobusna linija številka 23 Kamna Gorica – Podutik je ena izmed 33 avtobusnih linij javnega mestnega prometa v Ljubljani, ki "obratuje" na obrobju Podutika. Z linije 23 je možno prestopati na linije 5, N5 (Pod Kamno Gorico) in 22 (Kamna Gorica).

## Zgodovina
Linija 23 je začela obratovati 8. septembra 2016, tokrat na trasi Kamna Gorica – Podutik in je testno obratovala do konca leta 2016. 26. junija 2017 je bila linija 23 z uvedbo poletnih voznih redov začasno skrajšana do postajališča Pod Kamno Gorico, saj do Podutika že obratujeta liniji 5 in N5. Hkrati se je uvedel t.i. Prevoz na klic, ki je predtem že veljal na liniji 26. Odhod z eUrbanom oz. midi avtobusom (odvisno od št. potnikov) je zagotovljen le ob predhodnji najavi (vsaj 120 minut prej). Z uvedbo zimskega voznega reda septembra 2017, je bil prevoz na klic ohranjen le na odhodih izven jutranje in popoldanske konice.

## Trasa
- smer Kamna Gorica – Podutik: Kamnogoriška cesta - Cesta Andreja Bitenca - Pilonova ulica - Pod Kamno Gorico - Podutiška cesta.
- smer Podutik – Kamna Gorica: Podutiška cesta - Pod Kamno Gorico - Pilonova ulica - Cesta Andreja Bitenca - Kamnogoriška cesta.

## Režim obratovanja
Linija obratuje samo ob delavnikih, tj. od ponedeljka do petka med 5.40 in 21.50. Redni odhodi avtobusov so zagotovljeni v času jutranje in popoldanske konice v času veljavnosti zimskih voznih redov. Izven konic in v času počitniških voznih redov obratujejo vozila eUrban samo ob predhodni najavi (vsaj 120 minut). 